# Chorągiew husarska koronna królewska

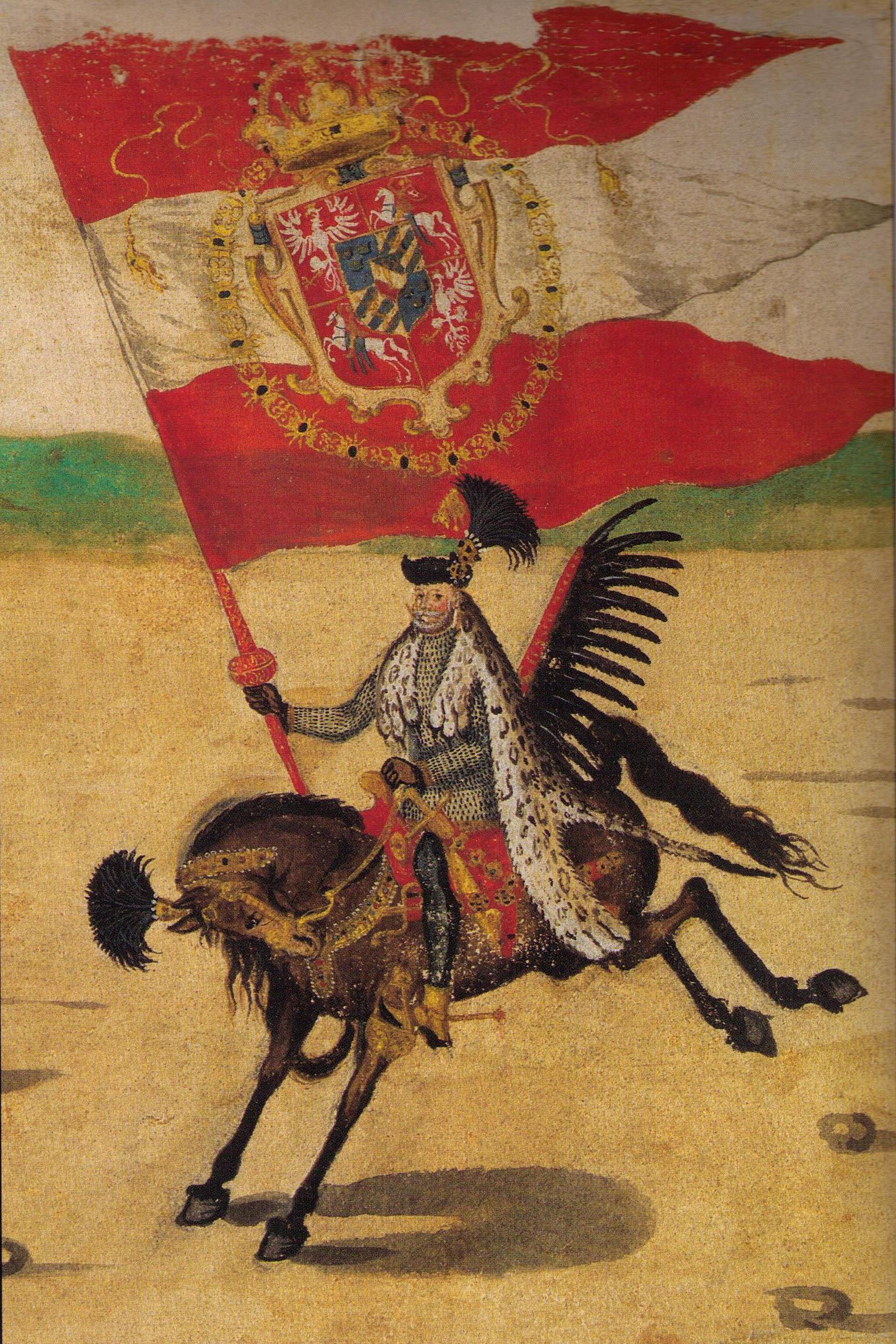
Wielki chorąży koronny

Chorągiew husarska koronna królewska – chorągiew husarska koronna XVII wieku, okresu wojen z Carstwem Rosyjskim, Królestwem Szwecji i Imperium Osmańskim.
Chorągiew ta była reprezentacyjną i najważniejszą chorągwią husarską armii koronnej. Wzięła udział w wojnie polsko-szwedzkiej 1626-1629 w liczbie 200 koni.
Wzięła również udział w bitwie pod Warką 7 kwietnia 1656. Nie brała jednak udziału w bitwie pod Warszawą pod koniec lipca 1656, gdyż została w tym czasie skierowana w inny rejon działań zbrojnych.
Żołnierze chorągwi znaleźli się w kompucie wojsk koronnych pod Wiedniem w 1683 (184 konie) i pod dowództwem Aleksandra Polanowskiego wzięli udział w wojnie polsko-tureckiej 1683-1699.